# Homère et son guide
Homère et son guide est un tableau réalisé par le peintre français William Bouguereau en 1874. Cette huile sur toile inspirée par un poème d'André Chénier représente un jeune berger guidant par la main Homère aveugle, un chien à leurs pieds et d'autres s'approchant derrière eux. Exposée au Salon de 1874, l'œuvre est aujourd'hui conservée au Milwaukee Art Museum, à Milwaukee, dans le Wisconsin, aux États-Unis.